# 时报 (上海)
《时报》，是清朝末年至民國時期的一份中文報紙。于1904年6月12日创刊于上海，是保皇改良派在戊戌政变后创办的第一份报纸。名义上请日人宗方小太郎担任发行人，实际主持创办人是狄楚青。创刊初期，康有为弟子罗普（号孝高）担任总主笔，报纸成为康、梁在国内重要喉舌。
时报对报刊业务的改革有重要影响，开辟《时评》栏，配合当天要闻发表短评，此属《时报》首创。在版式和版面上，《时报》打破以往书本式报刊的惯例，首创今天这种“对开报纸、分为四版、两面印刷”的现代型版式。

## 《时报》发刊词
《时报》何为而作也？记曰，君子而时中。又曰博博渊泉而时出之。故道国齐民，莫贵于时。此岂惟中国之教为然耳；其在泰西，达尔文氏始发明物竞天择优胜劣败之公理，而斯宾塞以适者生存一语易之。不适焉者，或虽优而反为劣；适焉者，或虽劣而反为优，胜败之林在于是矣。是故狐貉诚暖，不足以当暑；湘葛云丽，不足以御冬。与时不相应，未有不敝焉者也。今之中国，其高居于权要伏处山谷者，既不知天下大势，谓欲抱持数千年之旧治旧学，可以应今日之变，则亦既情见势继，蹙然如不可终日矣。于是江湖恢奇少年路路之士，其泰西各国之由何途而拨乱，操何业而致强也，相与欲之，奔走焉，号呼焉，曰吾其若是！夫彼之所以拨乱而致强者，谁曰不然，而独不知与吾辈之时代果有适焉否也。孔子曰：过犹不及。不及于时者磋跎荏苒，日即腐败，而国遂不可救；过于时者，叫嚣狂掷，终无一成，或缘是以生他种难局，而国亦遂不可救。要之，亡国之咎，两行均之。若夫明达沈毅之士，有志于执两用中，为国民谋秩序之进步者，盖亦有焉矣。顾亦于常识不足，于学理不明，于是势不审，故言之不能有故，持之不能成理。欲实行焉，而怅怅不知所适。纵奋发以兴举一二事，又以误其方略而致失败者，项相望也。则相与惩焉，不复敢齿及变革。呜呼！全国中言论家政治家，种类虽繁，究其指归，不出于此三途。耗矣哀哉！今日千钧一发之时哉！同人有怵于此，爱创此报，命之曰《时》，于祖国国粹，固所尊重也，而不适于当世之务者，束阁之。于泰西文明，固所崇拜也，而不适于中国之程度者，缓置之。而于本国及世界所起之大问题，凡关于政治学术者，必竭同人邀识之所及，以公平之论，研究其是非利害，与夫所以匡救之应付之之方策，以献替于我有司而商榷于我国民。若夫新闻事实之报道，世界舆论之趋向，内地国情之调查，政艺学理之发明，言论思想之介绍，茶余酒后之资料，凡全球文明国报馆所应尽之义务，不敢不勉，此则同人以言报国之微志也。虽然，西哲亦有言，完备之事物必产于完备之时代。今以我国文明发达，如彼其幼稚也，而本报乃欲窃比于各国大报馆之林，知其无当矣。跬步积以致千里，百川学以放四海，务先后追随于国家之进步，而与相应焉，斯乃本报所日孜孜也。吾国家能在地球诸国中占最高之位置，而因使本报在地球诸报馆中，不得不求占最高之位置，则国民之恩我无量也夫！国民之恩我无量也夫！

## 发刊例
第一 本报论说，以公为主；不偏徇一党之意见。非好为模棱，实鉴乎挟党见以论国事，必将有辟于亲好辟于所贱恶，非惟自蔽，抑其言亦不足取重于社会也，故勉避之。
第二 本报论说，以要为主。凡所讨论，必一国一群之大问题。若辽豕白头之理想，邻猫产子之事实，概不置论，以严别裁。
第三 本报论说，以周为主。凡每日所出事实，其关于一国一群之大问题，为国民所当后意者．必次论之。或著之论说，或缀以批评，务献刍荛，以助达识。
第四 本报论说，以适为主。虽有高尚之学理，恢奇之言论，苟其不适于中国今日社会之程度，则其言必无力而反以滋病，故同人相勖，必度可行者乃言之。
第五 本报纪事，以博为主。故于北京天津金陵，均置特别访事；其余各省皆有坐访。又日本东京置特别访事二员，伦敦、纽约、旧金山、芝加哥、圣路易各一员，其余美洲澳洲各埠皆托人代理。又现当日俄战事之际，本馆特派一观战访事员随时通信。又上海各西报，日本东京各日报及杂志．皆购备全份，精择翻译。欧美各大日报，亦定购十余家备译。务期材料丰富，使读者不出户而知天下。
第六 本报纪事，以速为主。各处访事员，凡遇要事，必以电达，务供阅者先睹之快。
第七 本报纪事，以确为主。凡风闻影响之事，概不登录。若有访函一时失实者，必更正之。
第八 本报纪事，以直为主。凡事关大局者，必忠实报闻，无所隐讳。
第九 本报纪事，以正为主。凡攻汗他人阴私，或轻薄排挤，借端报复之言，概严屏绝，以全报馆之德义。
第十 本报待置批评一门，凡每日出现之事实，以简短隽利之笔评论之。使读者虽无暇遍读新闻，已可略知梗概，且增事实之趣味，助读者之常识。
第十一 本报每张附印小说两种，或自撰，或翻译．或章回，或短篇，以助兴味而资多闻。惟小说非有益于社会者不录。
第一十二 本报设报界舆论一门，凡全国及海外，所有华文报章共六十余种，本报悉与交换。每日择其论说之佳者，撮其大意叙述之，使读者手一纸而各报之精华皆见焉。此亦各报馆之通例也。
第十三 本报设外论撷华一门，凡东西文各报之论说批评，其关于我国问题及世界全局问题者，则译录之，如报界舆论之例。
第十四 本报设介绍新著一门，凡新印各书，每礼拜汇录其目，及出版局名，定价数目，其善本加以评论，以备内地学者之采择。
第十五 本报设词林一门，诗言文词之尤雅者随录焉。
第十六 本报设插画一门，或寓意讽事，或中外名人画像，或各国风景画，或与事实比附之地图，随时采登。
第十七 本报设商情报告表一门，上海各行市价，专员采访，详细记载，外埠亦摘要随录。
第十八 本报设口碑丛述一门；其有近世遗闻轶事，虽属过去，亦予甄录，以供史料而资多识。
第十九 本报设谈瀛零拾一门，凡世界之奇闻琐记，足以新我辈之耳目者，亦间录焉。
第二十 本报于京钞及官私专件，取材务博，别裁务精，要者不遗，蔓者不录。
第二十一 本报编排，务求秩序。如论说、谕旨、电报及紧要新闻，皆有一定之位置，使读者开卷即见，不劳探索。其纪载本国新闻以地别之；外国新闻，以国别之。
第二十二 本报编排，务求显醒。故一号、二号、三号、四号、五号、六号字模及各种圈点符号，俱行置备。其最要紧之事则用大字，次者中字，寻常新闻用小字。用大字者，所以醒目也；用小字者，求内容之丰富也。论说批评中之主眼，新闻中之标题，皆加圈点以为识别。凡以省读者之目力而已。
第二十三 本报遇有紧要新闻特别电报，当发传单，以期敏速。
第二十四 本报别类务多，取材最富。既用各小号字排入，尚虑限于篇幅，不能全录，特于每日排印洋纸两大张，不惜工资以求瞻博，而定价格外从廉。
第二十五 本馆广聘通人留局坐办外，尚有特约寄稿主笔数十人，俱属海内外名士，议论文章，务足发扬祖国之光荣。

## 《时评》专栏
在评论方面，《时报》除了《论说》外，另辟《时评》栏，经常配合当天重大新闻发表议论，篇幅短，时效性强，很引人看。一日数篇，分版设置，主要由三位编辑分别撰写：陈景韩（冷）负责《时评一》，主评国家大事；包天笑负责《时评二》，主评各埠要闻；雷继兴负责《时评三》，主评本埠新闻。当时在国内，如此紧密配合时事新闻发表《时评》，它属首创。

## 《小说》专栏
为了满足文学爱好者的要求，该报另出“附张”，辟设了《小说》专栏。从创刊号起，每天必登小说一二篇，或章回、或短篇，分撰、译两种，以翻译为主。
該報主张，发小说不但要“有味”，而且要“有益”。只有具备二者，才能称得上是“开通风气之小说”（《论小说与社会之关系》）。当时《时报》译介了不少世界文学作品，如法国科学幻想小说大师凡尔纳的《八十天环游地球》（当时译名《环球旅行记》，载1905年12月）；雨果的《悲惨世界》（译名《逃犯》，载1907年8月）；莎士比亚的《哈姆雷特》（译名《海姆雷特》，载1910年4月5日）。
1911年辛亥革命爆发后，它又以《革命小说：九三年事迹撮要》为题，简介雨果描绘法国大革命高潮场景的长篇小说《九三年》。并说此书“与我国现在情形均有关系，实惊心动魄之作也”，用以配合宣传当时革命形势的发展。
北大教授胡适曾在《十七年的回顾》中说：“《时报》出世以后，每日登载‘冷’或‘笑’译著的小说，有时每日有两种。冷血先生的白话小说，在当时译界确要算很好的译笔；他有时自己也做一两篇短篇小说，如《福尔摩斯来华侦探案》等，也是中国人做新体短篇小说最早的一段历史。”

## 对版式和版面的改进
《时报》首创现代的“对开报纸两大张四版”的版式。版面创新方面，《时报》在汪康年的《时务日报》改革的基础上，对栏目、标题、字体等，继续进行改进和发展。之后它的改进为《申报》、《新闻报》等老资格报纸所仿行。

## 后期
1920年6月9日，《时报·圖畫周刊》創刊。它是中國第一個報紙攝影附刊。1921年狄楚青逝世。《时报》由黄佰惠（黄承恩）接办，着重报道体育、社会新闻，以消遣娱乐为主。抱着的政治色彩渐趋淡薄。1939年抗日期间，《时报》因上海沦陷和经费困难停刊。